# Příbram
Příbram ([pšíbram], nemško Pibrans) je staro rudarsko mesto na Češkem.
Mesto z okoli 34.500 prebivalci leži 60 km jugozahodno od Prage in se uvršča med najstarejše rudarske centre Češke. V okolici so poleg starih nahajališč srebra in svinca še rudišča cinka, bizmuta, antimona in urana. Poleg obratov barvne metalurgije je tu še strojna in steklarska industija ter Visoka rudarska šola.